# يوروبا
اليوروبا (باليوروبية: Ìran Yorùbá) هي أكبر المجموعات العرقية في نيجيريا، ويمثلون 16% من سكانها. يوجد حوالي 30 مليون يوروبي في غرب أفريقيا، غالبيتهم يعيشون في نيجيريا، والبقية متوزعون في بنين، وتوغو، وسيراليون، وكوبا، والبرازيل. في نيجيريا، يتواجد اليوروبيون غالبًا في ولاية إكيتي، وولاية كوارة، وولاية لاغوس، وولاية أوغون، وولاية أوشون، وولاية أوندو، وولاية كوجي، وولاية إدو، وولاية أويو.
تتشارك يوروبا بحدود مع جارتها الشقيقة اتسكيري بالجنوب الشرقي في دلتا شمال غرب النيجر (وهو ذوو صلة بأسلاف يوروبا، واختاروا الحفاظ على هوية ثقافية متميزة)، وباريبا إلى الشمال في بنين ونيجيريا، ونوبي أيضًا في الشمال وإبيرا إلى الشمال الشرقي في وسط نيجيريا. وإلى الشرق هناك جماعات إيدو، وإيسان وأفيماي في وسط غرب نيجيريا. مجاورًا لجماعات إبيرا وإيدو يوجد شعب غالا في المنطقة الشمالية الشرقية على الضفة اليسرى لنهر النيجر. إلى الجنوب الغربي هناك الغبي الذين يتحدثون الماهي، وغون، وفون، وإوي الذين يحدون مجتمعات أوروبا في منطقتي بينين وتوغو. توجد أعداد كبيرة من من سكان أوروبا في بلدان أخرى من غرب أفريقيا في غانا، وبنين، وساحل العاج وسيراليون.
يشتمل الشتات الأوروبي على مجموعتين رئيسيتين؛ تشمل إحداها مهاجرين حديثين نسبيًا، انتقل أغلبهم إلى المملكة المتحدة والولايات المتحدة بعد تغيرات اقتصادية وسياسية كبرى في ستينيات وثمانينيات القرن العشرين. تعود التواريخ الأخرى إلى تجارة العبيد عبر الأطلسي، ولهم مجتمعات في الولايات المتحدة وكوبا وبورتوريكو وجمهورية الدومينيكان وفنزويلا وسانت لوسيا وجامايكا والبرازيل وغرينادا وترينيداد وتوباغو.

## حكومة ما قبل الاستعمار لمجتمع يوروبا

### الحكومة
كانت الممالك شكلًا شائعًا من أشكال الحكم في يوروبولاند، ولكنها لم تكن النهج الوحيد فيما يتعلق بالحكم والتنظيم الاجتماعي. كانت ولايات مدينة إيجبو العديدة الواقعة إلى الغرب من أويو ومجتمعات إجبا، الموجودة في الغابات تحت منطقة سافانا أويو، استثناءات ملحوظة. غالبًا ما انتخبت تلك الأحزاب المستقلة «أوبا»، إلا أن السلطات السياسية والتشريعية والقضائية الحقيقية كانت بيد أوغبوني، مجلس من كبار الشيوخ. كانت فكرة الملك الإلهي مهمة جدًا بالنسبة لليوروبا، حتى أنها كانت جزءًا من تنظيمهم في مختلف أشكاله منذ قديمهم وحتى العصر الحديث.
خلال الحروب الداخلية في القرن التاسع عشر، أجبرت جماعة إجيبو مواطنين من أكثر من 150 جماعة من إجبا وأوو على الهجرة إلى مدينة أبيوكوتا المحصنة. احتفظ كل جانب منهم بمجلس أوغبوني الخاص للزعماء المدنيين، إلى جانب مجلس أولوروغون، أو مجلس القادة العسكريين، وفي بعض الحالات انتخب هو نفسه أوباس أو بااليس. انتخبت هذه المجالس المستقلة أكثر أعضائها قدرة على الانضمام إلى المجلس المدني والعسكري الاتحادي الذي كان يمثل المدينة ككل. وصف القائد فريدريك فوربس وهو ممثل التاج البريطاني في كتابه عن زيارته للمدينة في «مُخبر الكنيسة العسكري» (1853)، أبيوكوتا بأن لها «أربعة رؤساء»، وأن نظام الحكم يشتمل على «840 حاكم رئيسي أو (مجلس النبلاء)، و2800 رئيس ثانوي أو «مجلس للعموم»، و140 عسكري رئيسي، و280 عسكري ثانوي. وصف أبيوكوتا ونظامها الحاكم كـ«الجمهورية الأكثر استثنائية في العالم».

### القيادة
كانت مجالس حكم الشيوخ التي حرصت على منع احتكار السلطة من قبل عاهل حاكم من سمات إجبا، حسب المؤرخ البارز لأويو القس صموئيل جونسون. كانت هذه المجالس أيضا متطورة بين جماعات أوكون الشمالية، وجماعة إكيتي الشرقية، وغيرها من الجماعات التي تقع تحت مظلة اليوروبا العرقية. في أوبو، التي كانت الأكثر مركزية في فترة ما قبل الاستعمار، استشار ألافين في كل قراراتهم السياسية مع رئيس الوزراء أو صاحب النفوذ الرئيسي (الباسورون) وبقية مجلس القادة النبلاء المعروفين باسم «أويو ميسي».
لم تكن الملكية التقليدية والرئاسة تحددان وفقًا لنظام حكم رئيسي بسيط كما كانت الحال في أغلب الأنظمة الملكية. كانت ولا تزال هناك عادة هيئة انتخابية من رؤساء السلالات تتولى اختيار عضو من إحدى العائلات الملكية من أي مملكة محددة، يتم تأكيد الاختيار بناء على طلب نبوءة «إيفا». يعيش أوباس في في قصور عادة ما تكون وسط المدينة. مقابل قصر الملك يوجد أوجا أوبا، أو سوق الملك. تشكل هذه الأسواق جزءًا لا يتجزأ من الحياة اليوروبية. كان تجار هذه البلدان منظمين بشكل جيد، ولديهم العديد من النقابات، والضباط، والمتحدثين المنتخبين. غالبًا ما يكون لديهم أيضًا إيالوجا واحدة على الاقل، أو سيدة السوق، التي من المفترض أن تمثل مصالحهم في المجلس الأرستقراطي لأولويس في القصر.

### دول المدن
كان النظام الملكي في أي دولة مدينة يقتصر عادة على عدد من الأنساب الملكية. يمكن استبعاد الأسرة من الملكية أو القيادة إذا ارتكب أي فرد من أفراد الأسرة أو خادم أو عبد ينتمي إلى الأسرة جريمة، مثل السرقة أو الاحتيال أو القتل أو الاغتصاب. في دول مدن أخرى، كان النظام الملكي مفتوحًا لانتخاب أي مواطن من الذكور المولودين أحرارًا. وفي إليسا وأوندو وأكور وغيرها من المجتمعات اليوروبية، كانت هناك العديد من التقاليد، وإن كانت نادرة نسبيًا، لانتخاب أوباس أنثى. كان الملوك عادة متعددي الزوجات ويكادون دومًا ما يتزوجون من أفراد الأسرة المالكة من ولايات أخرى، وبالتالي كانوا يخلقون تحالفات مفيدة مع حكام آخرين. كانت إيبادان دولة مدينة وإمبراطورية بدائية تأسست في العقد الأول من القرن التاسع عشر من قبل مجموعة متعددة الجنسيات من اللاجئين والجنود والتجار المتجولين بعد سقوط أوبو، والتي استغنت إلى حد كبير عن مفهوم الملكية، وفضلت انتخاب كل من المجالس العسكرية والمدنية من تجمعٍ من المواطنين البارزين. أصبحت المدينة جمهورية عسكرية، إذ مارس الجنود المتميزون السلطة السياسية من خلال انتخابهم بالإشادة الشعبية واحترام أقرانهم. اعتُمدت ممارسات مشابهة من قبل إجيسا ومجموعات أخرى، التي شهدت ارتفاعا مماثلًا في النفوذ الاجتماعي للمجازفين العسكريين وأصحاب المشاريع الناجحين. اشتُهر الإيغوبومينا ببراعتهم الزراعية والصيد، إضافة إلى حرفهم الخشبية، وفن النقش على الجلد، وتنكر إلوي الشهير.

## المجتمع والثقافة

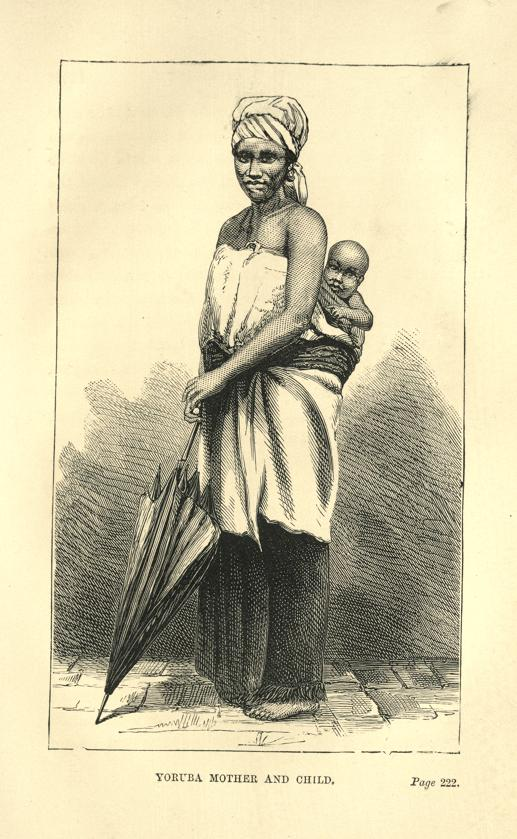
امرأة يوروبية مع طفلها سنة 1848

في دول المدن والعديد من جاراتهم، بقي نمط الحياة محافظًا، إذ كانت مدارس فكر الشعوب تلعب قوة نفوذ كبرى في غرب أفريقيا وأماكن أخرى من العالم.
اليوم، يعتنق معظم شعب يوروبا المسيحية أو الإسلام. على الرغم من ذلك، تؤيد نسبة كبيرة من السكان في نيجيريا وبنين وتوغو العديد من مبادئ العقيدة التقليدية لأسلافهم عن علم أو دون معرفة.

### الديانة والميثولوجيا

#### ديانة يوروبا التقليدية
يشمل الدين اليوروبي المفاهيم والممارسات الدينية والروحية التقليدية لشعب اليوروبا. يقع مسقط رأسهم في جنوب غرب نيجيريا والأجزاء المجاورة لبنين وتوغو، وهي منطقة أصبحت تعرف باسم يوروبالاند. يتكون الدين اليوروبي من تقاليد متنوعة ولا يوجد لها مؤسس واحد بذاته. المعتقدات الدينية اليوروبية هي جزء من إيتان، وهوي مجموع الأغاني والتاريخ والقصص والمفاهيم الثقافية الأخرى التي تشكل المجتمع اليوروبي.
كان مفهوم أوريسا واحدًا من أكثر المفاهيم الدينية التقليدية شعبية لدى يوروبا. أوريسا (تلفظ أيضًا أوريشا أو أوريسكا) هي أشكال التقوى المختلفة التي تعكس إحدى مظاهر أو آيات الرب المختلفة في النظام الديني اليوروبي. بعض من أوريسا المعروفة على نطاق واسع تدعى أوغون، (إله المعدن والحرب والنصر)، وشانغو أو جاكوتا (إله الرعد، والصاعقة، والنار والعدالة الذي يظهر كملك ويحمل دائمًا فأس مزدوجة الحواف تمثل قوته وسلطته الإلهية)، وإيسو إليغبارا (محتال يعمل رسولًا وحيدًا لدى البانثيون، ويرسل رغبات الرجال إلى الآلهة. هو يفهم كل لغة يتكلمها البشر، وهو أيضا حارس لمفترق الطرق، أوريتا ميتا في يوروبا)، وأورونميلا (إله أوراكل). يحمل إيشو تجسيدين، وهما من مظاهر طبيعته المزدوجة -طاقات سلبية وإيجابية-؛ إيشو لاروي، معلم وزعيم، وإيشو إبيتا، مهرج ومخادع وموحٍ وماكر. أورونميلا، من جانبه، يكشف الماضي ويعطي حلولًا لمشاكل الحاضر ويؤثر على المستقبل من خلال نظام إيفا للتكهن، والذي يمارسه كهنة أوراكل الذين يدعون ببابالاوس.

## معرض صور

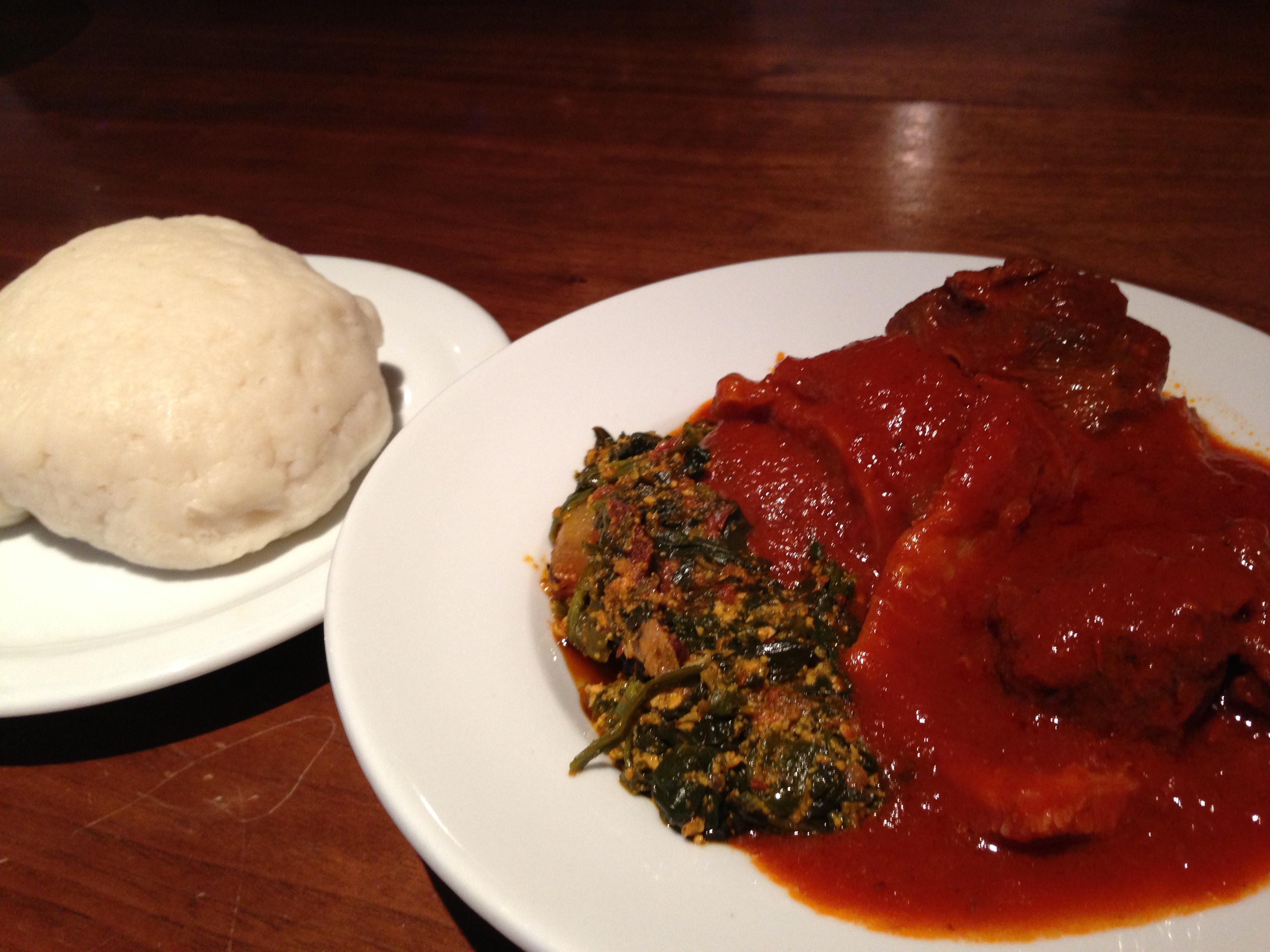
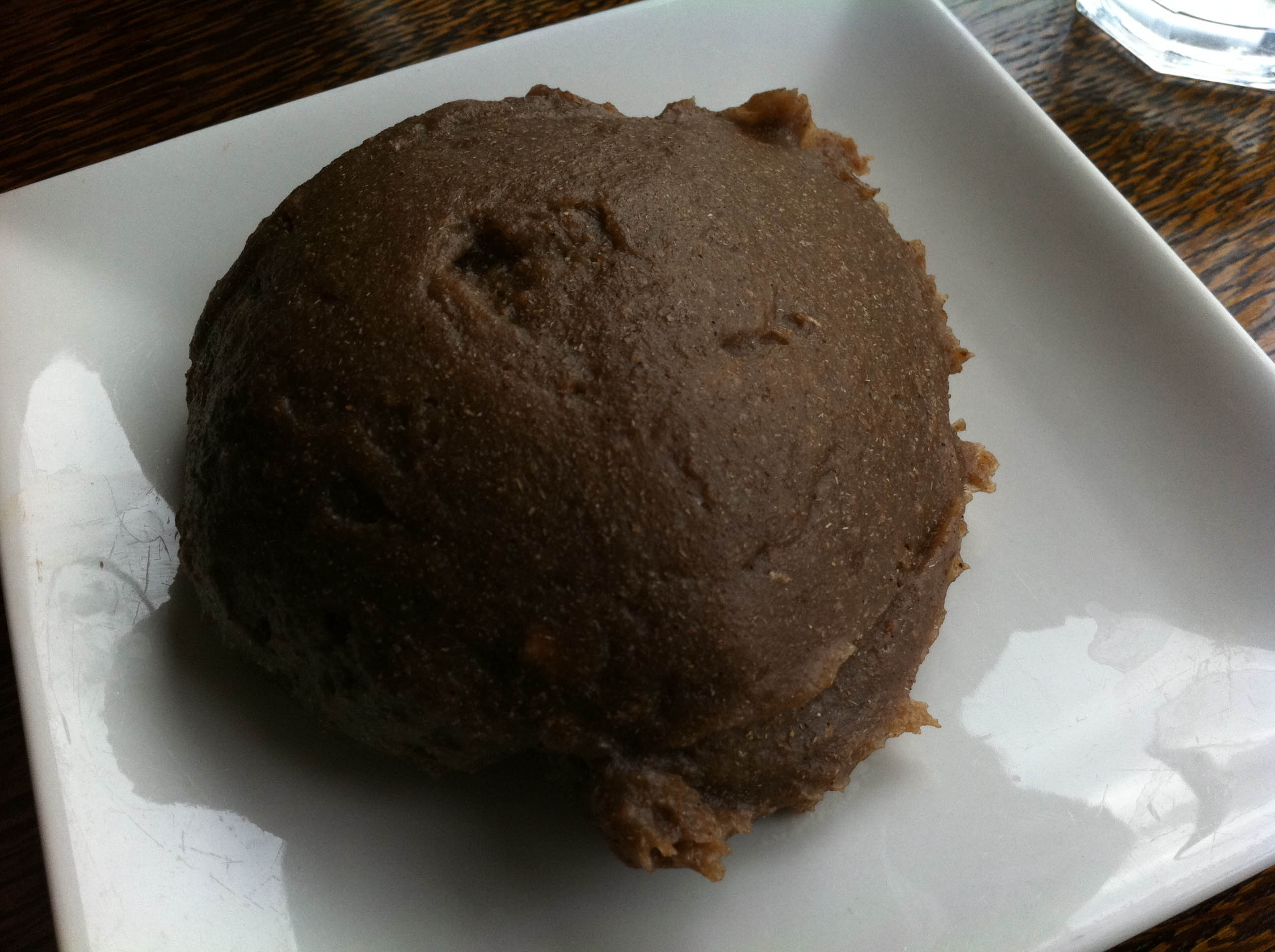
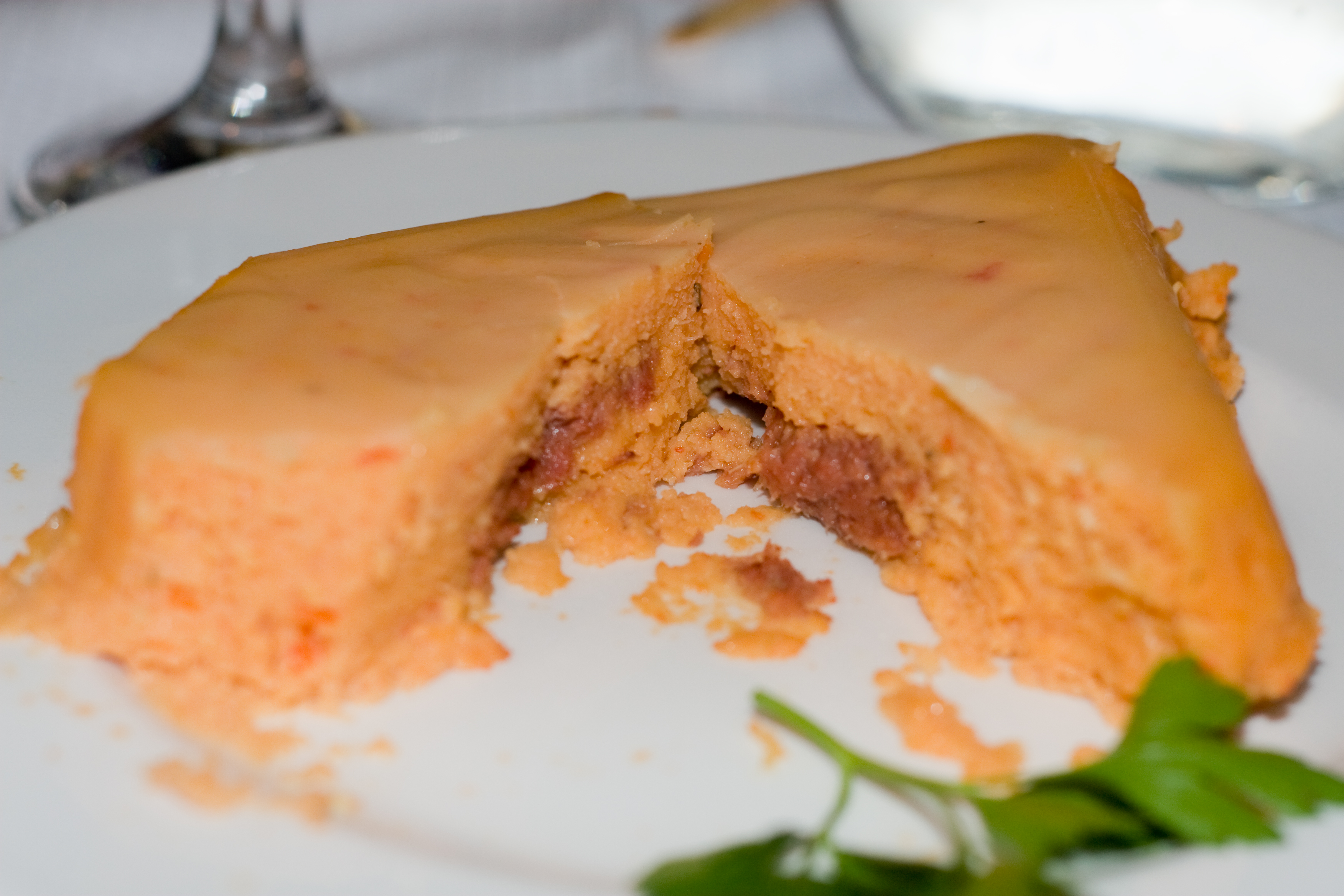
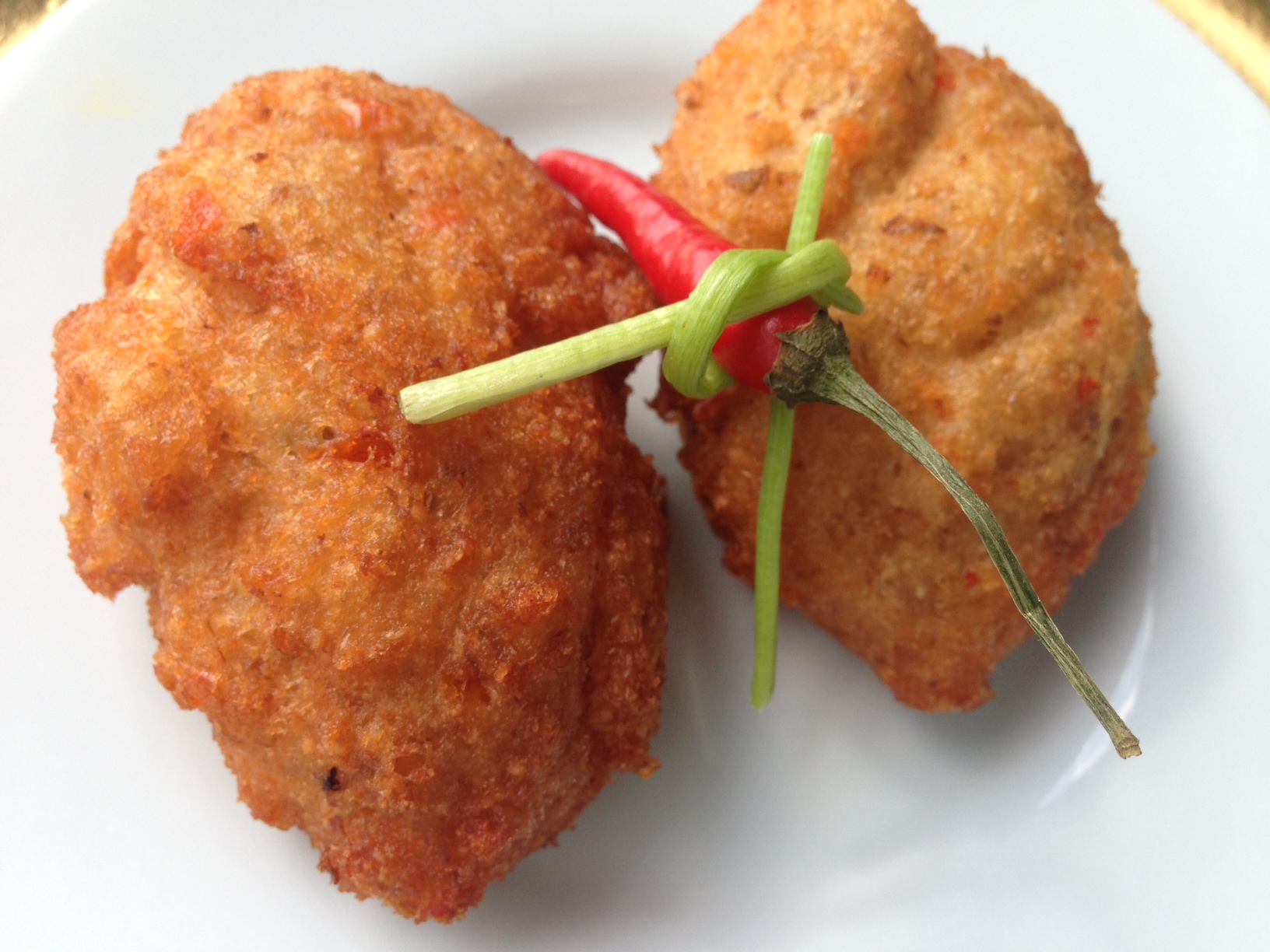
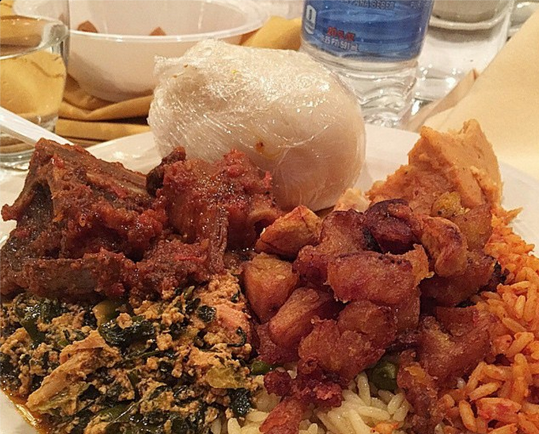

## وصلات خارجية
- Association of Yoruba Descendant in Cincinnati supplying basic needs such as books, shoes, eye glasses, Well Water in Nigeria to the under-privileged citizens.
- Egbe Isokan Yoruba promotes the cultural, social, economic and political welfare of Yoruba.
- oroede.org Ọrọ èdè Yorùbá (Words of the Yoruba Language) promotes the digital presentation of Yorùbá orthography through the creation and modification of Opensource software.
- Talking About "Tribe" looks at Yoruba identity.
- World of the Yoruba ritual and performance in Yorubaland.
- Yoruba Information - includes brief summary of language, religion, history, and art.
- Reality Sandwich" Art and Ashe in the Yoruba Tradition" by Brian George.
- The Yoruba Ibedji Twin Cult
- Yoruba Carvers (part I)
- Yoruba Carvers (part II)